# François van Schouwenburg
Pas d'image ? Cliquez ici

a Compétitions nationales et continentales officielles uniquement.

Dernière mise à jour le 28 octobre 2013.
François Johan van Schouwenburg, né le 16 janvier 1979 au Cap, est un joueur sud-africain de rugby à XV qui évolue au poste de troisième ligne aile ou deuxième ligne. Il joue depuis.

## Biographie
Il est également docteur en médecine.

## Palmarès
- Vainqueur du Champion de France de Pro D2 en 2008
- Vainqueur de la Currie Cup en 2002, 2003, 2004 et 2006
- Vainqueur du Super 14 en 2007